# NGC 6187
NGC 6187 ist eine 14,6 mag helle Galaxie vom Hubble-Typ S? im Sternbild Drache am Nordsternhimmel. Sie ist schätzungsweise 248 Millionen Lichtjahre von der Milchstraße entfernt und hat einen Durchmesser von etwa 30.000 Lj.
Im selben Himmelsareal befinden sich u. a. die Galaxien NGC 6190 und NGC 6198.
Das Objekt wurde am 5. Oktober 1883 von Charles Young entdeckt.